# کلیموفسک
شهر کلیموفسک (به روسی: Климовск) در کشور روسیه و در اوبلاست مسکو واقع شده‌است.